# Exército do Don
Exército do Don (em russo:  Донская армия, transl. Donskaya armiya) é o nome das forças armadas da Grande Hoste do Don, mais tarde também parte integrante das Forças Armadas do Sul da Rússia (FASR).
Consistia em um exército regular (baseado na milícia das stanitsas) e um exército permanente, denominado Exército Jovem (em russo:  Молодой армии, transl. Molodoy armii), unidades técnicas, de trem blindado, blindadas e de aviação.

## História

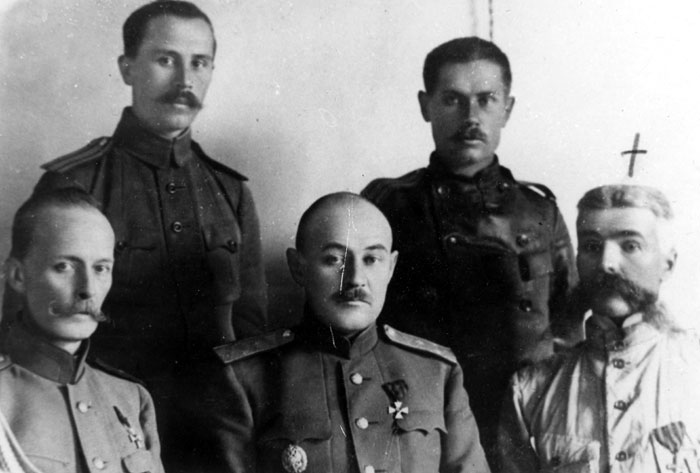
Comando (segundo Estado-Maior) do Exército do Don (fevereiro de 1919).Sentados, da esquerda para a direita: O tenente-general Anatoly Kyprianovich Kelchevsky, chefe do Estado-Maior do Exército do Don, o tenente-general Vladimir Ilyich Sidorin, comandante do Exército do Don, e o tenente-general Konstantin Konstantinovich Mamontov, comandante da Frente Oriental e, em seguida, do 4º Corpo do Don (após sua morte em fevereiro de 1920, o proprietário da foto desenhou uma cruz sobre sua cabeça).Em pé, da esquerda para a direita: Coronel Grigory Yakovlevich Kislov, Primeiro Intendente Geral do Quartel General do Exército do Don, Coronel Vladimir Vasilyevich Dobrynin, Chefe do Departamento de Inteligência e Operações do Estado-Maior Geral.

O Exército do Don foi criado na primavera de 1918 durante a revolta dos Cossacos do Don contra os bolcheviques com base em unidades rebeldes e no destacamento do General Pyotr Kharitonovich Popov, que retornou da Campanha das Estepes. Ao longo de 1918 operou separadamente do Exército Voluntário. Em abril, consistia em 6 regimentos de infantaria e 2 regimentos de cavalaria do destacamento do Norte do coronel Alexander Petrovich Fitzkhelaurov, um regimento de cavalaria em Rostov e vários pequenos destacamentos espalhados pela região. Os regimentos tinham uma organização baseada nas stanitsas com números variando de 2 a 3 mil a 300 a 500 pessoas - dependendo do clima político da stanitsa. Eles estavam a pé, com uma unidade de cavalaria de 30 a 200-300 espadas. Ao final de abril, o exército contava com até 6 mil pessoas, 30 metralhadoras, 6 canhões (7 regimentos de infantaria e 2 regimentos de cavalaria). A partir de 11 de abril, consistia em três grupos: Sul (Coronel Svyatoslav Varlamovich Denisov), Norte (assistente militar Emmanuel Fedorovich Semiletov; antigo destacamento da Estepe) e Zadonskaya (Major General P.T. Semenov, Coronel Isaac Fedorovich Bykadorov).
Em 12 de maio de 1918, 14 destacamentos estavam subordinados ao quartel-general militar: grandes generais Alexander Petrovich Fitzkhelaurov, Konstantin Konstantinovich Mamantov, Isaac Fedorovich Bykadorov (anteriormente Semenov), Grigory Vasilyevich Tatarkin, coronéis Dmitry Ivanovich Turoverov, Zakhar Akimovich Alferov, Abramenkov, Alexander Vasilievich Golubintsev, Evgeniy Ivanovich Tapilin, Epikhov, Kireev, Tolokonnikov, Zubov, assistente militar Terenty Mikhailovich Starikov, Alexander Mikhailovich Sutulov, Pyotr Gavrilovich Kravtsov e Martynov, capitão Vedeneev.
Em meados de maio de 1918, o Exército do Don contava com 17 mil pessoas, 21 armas e 58 metralhadoras. Em maio de 1918, os cossacos rebeldes expulsaram os destacamentos da Guarda Vermelha do território do Oblast da Hoste do Don.
Em 16 de maio de 1918 Pyotr Nikolaevich Krasnov foi eleito ataman dos Cossacos do Don. Tendo confiado na Alemanha, contando com o seu apoio e não obedecendo a Anton Ivanovich Denikin, que ainda estava focado nos “aliados”, ele lançou uma luta contra os bolcheviques à frente do Exército do Don. Krasnov cancelou os decretos adotados pelo governo soviético e pelo Governo Provisório e criou a Grande Hoste do Don como um Estado independente.
Até 1 de junho, os destacamentos foram consolidados em 6 grupos maiores: Alferov no Norte, Mamontov perto de Tsaritsyn, Bykadorov perto de Bataysk, Kireev perto de Velikoknyazheskaya, Fitskhelaurov na região de Donetsk e Semenov em Rostov. Em meados do verão, o exército aumentou para 46-50 mil pessoas, segundo outras fontes, no final de julho - 45 mil pessoas, 610 metralhadoras e 150 armas. No início de agosto, as tropas foram distribuídas em 5 regiões militares: Rostov (Major General Grekov), Zadonsky (Major General Isaac Fedorovich Bykadorov), Tsimlyansky (Major General Konstantin Konstantinovich Mamantov), Noroeste (Coronel Z. A. Alferov), Ust-Medveditsky (Major General Alexander Petrovich Fitzkhelaurov).
O Grande Círculo Militar, reunido em agosto de 1918, promoveu Ataman Krasnov a general de cavalaria e dotou-o de poderes ditatoriais.
A partir de agosto de 1918, os regimentos da stanitsa foram consolidados, formando regimentos numerados (batalhões de infantaria 2-3, cavalaria - 6 centenas), distribuídos em brigadas, divisões e corpos. No outono de 1918 - início de 1919, as áreas militares foram renomeadas em frentes: Nordeste, Leste, Norte e Oeste. Ao mesmo tempo, foi concluída a formação do Exército Jovem. Os oficiais dos regimentos eram nativos das mesmas stanitsas. Se não houvesse número suficiente, eram retirados de outras stanitsas e, em caso de emergência, de oficiais não cossacos, em quem a princípio não confiaram.
No verão de 1918, sem contar o Exército Jovem permanente, havia 57 mil cossacos em armas. Em dezembro havia 31,3 mil soldados na frente com 1.282 oficiais; O Exército Jovem contava com 20 mil pessoas. O exército incluía o Corpo de Cadetes do Don, a Escola Novocherkassk, a Escola de Oficiais do Don e cursos militares de paramédicos. Em 30 de setembro (13 de outubro), o Corpo de Saratov do Exército Especial do Sul, formado por partes do antigo Exército Popular Russo, foi incluído no exército. No final de janeiro de 1919, o Exército do Don tinha 76,5 mil pessoas armadas. Os regimentos do Don em 1919 tinham 1.000 sabres em serviço, mas após três meses de combate sua força foi reduzida para 150-200. A Flotilla do Don foi formada pela Diretoria Naval da Grande Hoste do Don (Contra-Almirante Ivan Anatolyevich Kononov).

### Unificação nas FASR e reorganização do Exército do Don

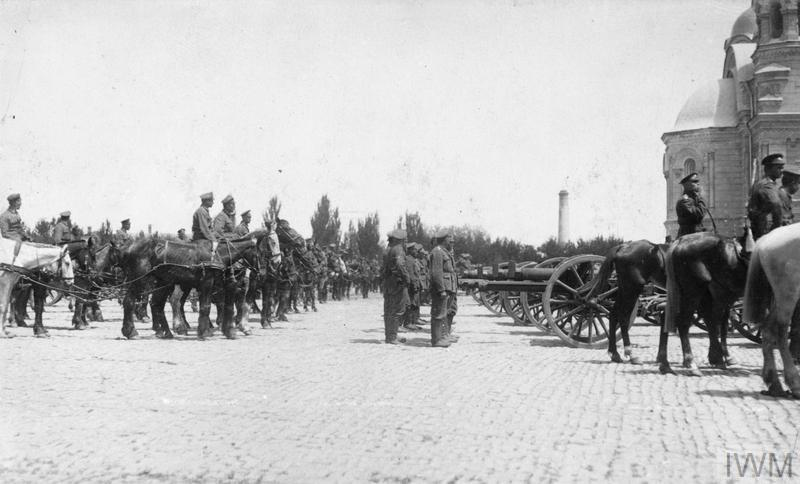
Novocherkassk, III Corpo do Don no desfile em homenagem ao Dia de São Jorge.

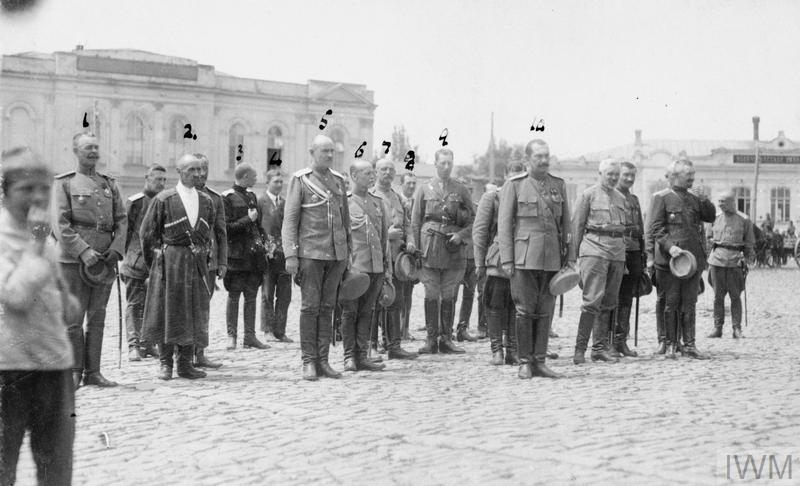
Na Praça da Catedral de Novocherkassk (julho de 1919)

Por acordo de 8 de janeiro de 1919, o Exército do Don ficou sob a subordinação operacional do Comandante-em-Chefe do Exército Voluntário, Denikin; assuntos internos, nomeações de pessoal de comando, nomeações, etc. permaneceram sob a jurisdição do governo do Don.
Após a unificação nas FASR em 23 de fevereiro de 1919, o exército foi reorganizado. As frentes foram transformadas no 1º, 2º e 3º exércitos, e grupos, regiões e destacamentos - em corpos (não separados) e divisões de 3-4 regimentos. Então (12 de maio de 1919) os exércitos foram transformados em corpos separados, os corpos foram consolidados em divisões e as divisões em brigadas de 3 regimentos. Após a reorganização, o exército consistia no 1º, 2º e 3º corpo separado do Don, ao qual o 4º foi adicionado em 28 de junho. Em agosto de 1919, seguiu-se uma nova reorganização: as divisões de quatro regimentos foram transformadas em brigadas de três regimentos, que foram consolidadas em divisões de nove regimentos (3 brigadas cada). No outono de 1919, o 3º Corpo de Cubã também foi temporariamente designado para o exército.
No total, em 5 de julho de 1919, havia 52.315 pessoas (incluindo 2.106 oficiais, 40.927 combatentes, 3.339 auxiliares e 5.943 não combatentes de patentes inferiores).
Em 5 de outubro de 1919, contava com 25.834 baionetas, 24.689 sabres, 1.343 sapadores, 1.077 metralhadoras, 212 canhões (183 leves, 8 pesados, 7 de trincheira e 14 obuseiros), 6 aeronaves, 7 trens blindados, 4 tanques e 4 carros blindados.

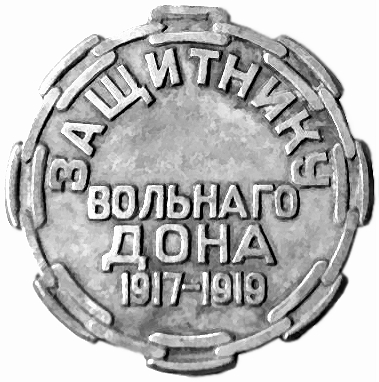
Medalha da Grande Hoste do Don: Defensor do Don Livre 1917-1919 (reverso)

No exército, ao contrário de outros componentes das FASR, o anterior sistema de premiação do exército russo estava em vigor.[carece de fontes?]
Durante as batalhas no outono e inverno de 1919, o Exército do Don sofreu perdas significativas e, em janeiro-fevereiro de 1920, foi finalmente derrotado no norte do Cáucaso. Seus remanescentes renderam-se ao Exército Vermelho em março-abril e juntaram-se parcialmente às suas fileiras.[carece de fontes?]
Em 24 de março de 1920, um Corpo do Don separado foi formado a partir de unidades do exército levadas para a Crimeia, e em 1º de maio, todas as unidades do Don foram consolidadas no Corpo do Don.

## Comandantes
- Major-General Konstantin Semenovich Polyakov (3 a 12 de abril de 1918);
- General do Estado-Maior Pyotr Kharitonovich Popov (12 de abril a 5 de maio de 1918);
- Tenente-General Svyatoslav Varlamovich Denisov (5 de maio de 1918 - 2 de fevereiro de 1919);
- Tenente-General Vladimir Ilyich Sidorin (2 de fevereiro de 1919 - 14 de março de 1920).

## Chefes de Gabinete
- Coronel-General do Estado-Maior Svyatoslav Varlamovich Denisov (3 a 12 de abril de 1918);
- Coronel do Estado-Maior Vladimir Ilyich Sidorin (12 de abril a 5 de maio de 1918);
- Coronel-General do Estado-Maior Ivan Alekseevich Polyakov (5 de maio de 1918 - 2 de fevereiro de 1919);
- Tenente-General Anatoly Kiprianovich Kelchevsky (2 de fevereiro de 1919 - 14 de março de 1920);
- General de Divisão Nikolai Nikolaevich Alekseev (23 de abril de 1920 - dezembro de 1920).

## Galeria

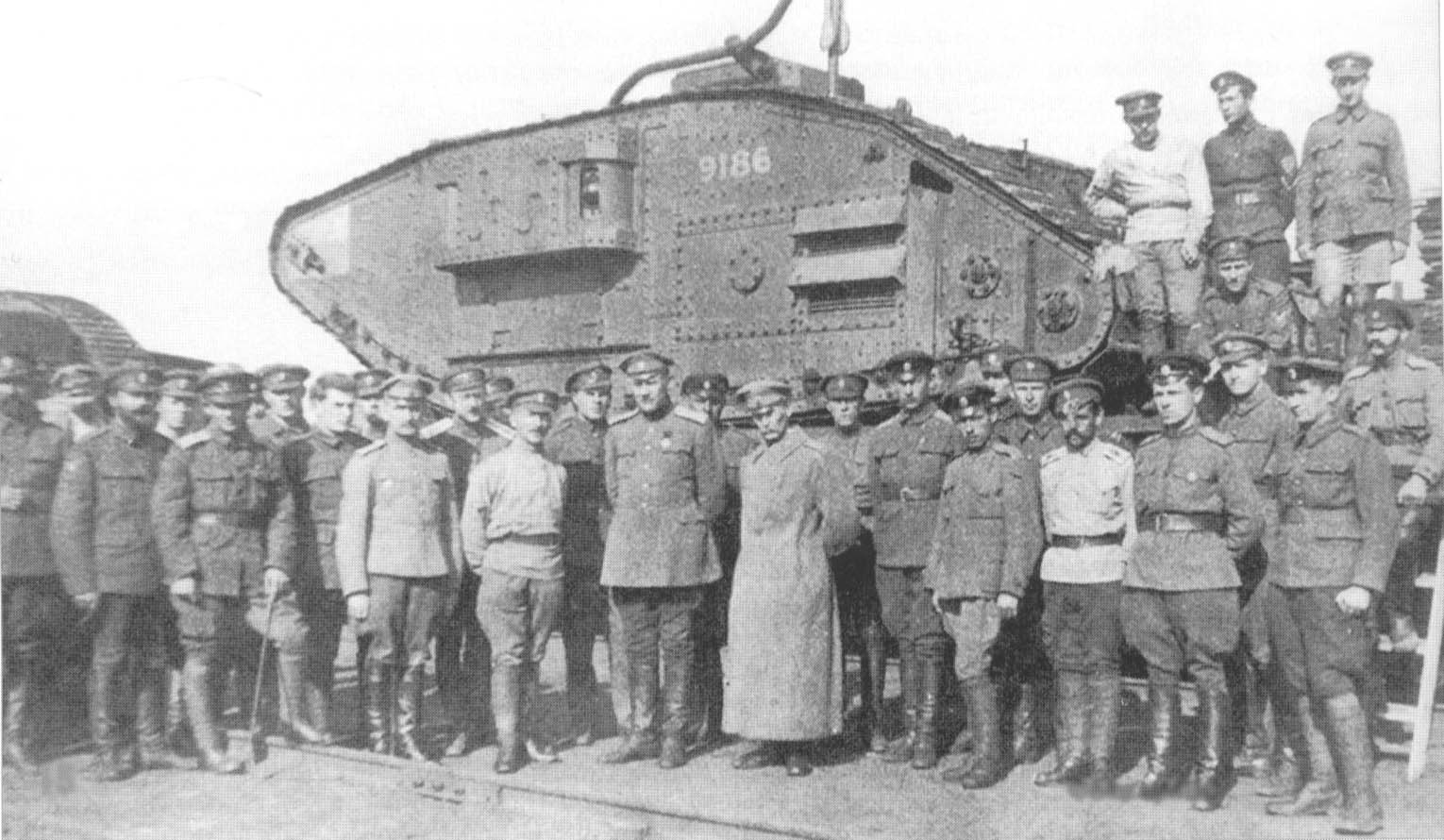
Soldados do Exército do Don em 1919 com um tanque Mark V
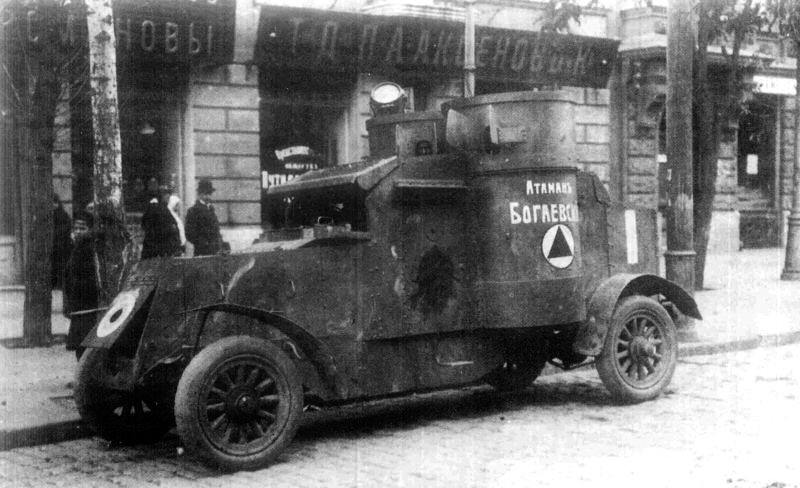
Carro blindado Austin com "Ataman Bogayevsky" escrito na lateral